# Hausmüll
Hausmüll oder Haus(halts)abfall ist im Gegensatz zum Industriemüll oder Gewerbeabfall ein Abfallgemisch aus privaten Haushalten und vergleichbaren Einrichtungen, das meist in Mülltonnen oder -säcken gefüllt und von der öffentlich oder privat organisierten Müllabfuhr abgefahren wird. Bezüglich der Abfallarten von Siedlungsabfall wird Hausabfall in Deutschland als „feste Abfälle aus privaten Haushaltungen, die von den Entsorgungspflichtigen selbst oder von ihnen beauftragten Dritten in genormten, im Entsorgungsgebiet vorgeschriebenen Umleerbehältern gesammelt und geleert werden“ definiert und unterscheidet sich so etwa auch vom Sperrmüll oder dem sogenannten haushaltsähnlichen Gewerbeabfall.

## Deutschland

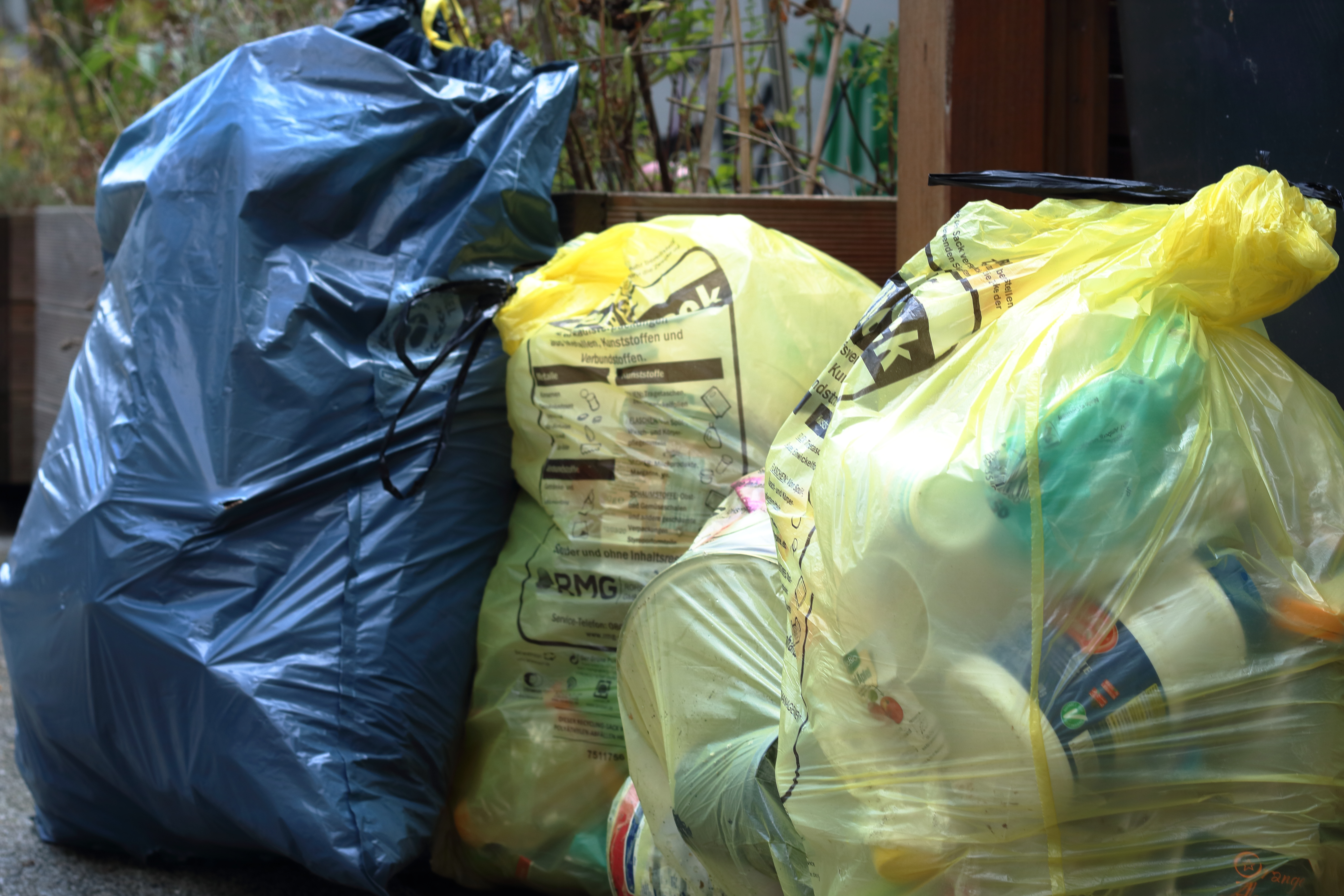
Hausmüll in Deutschland

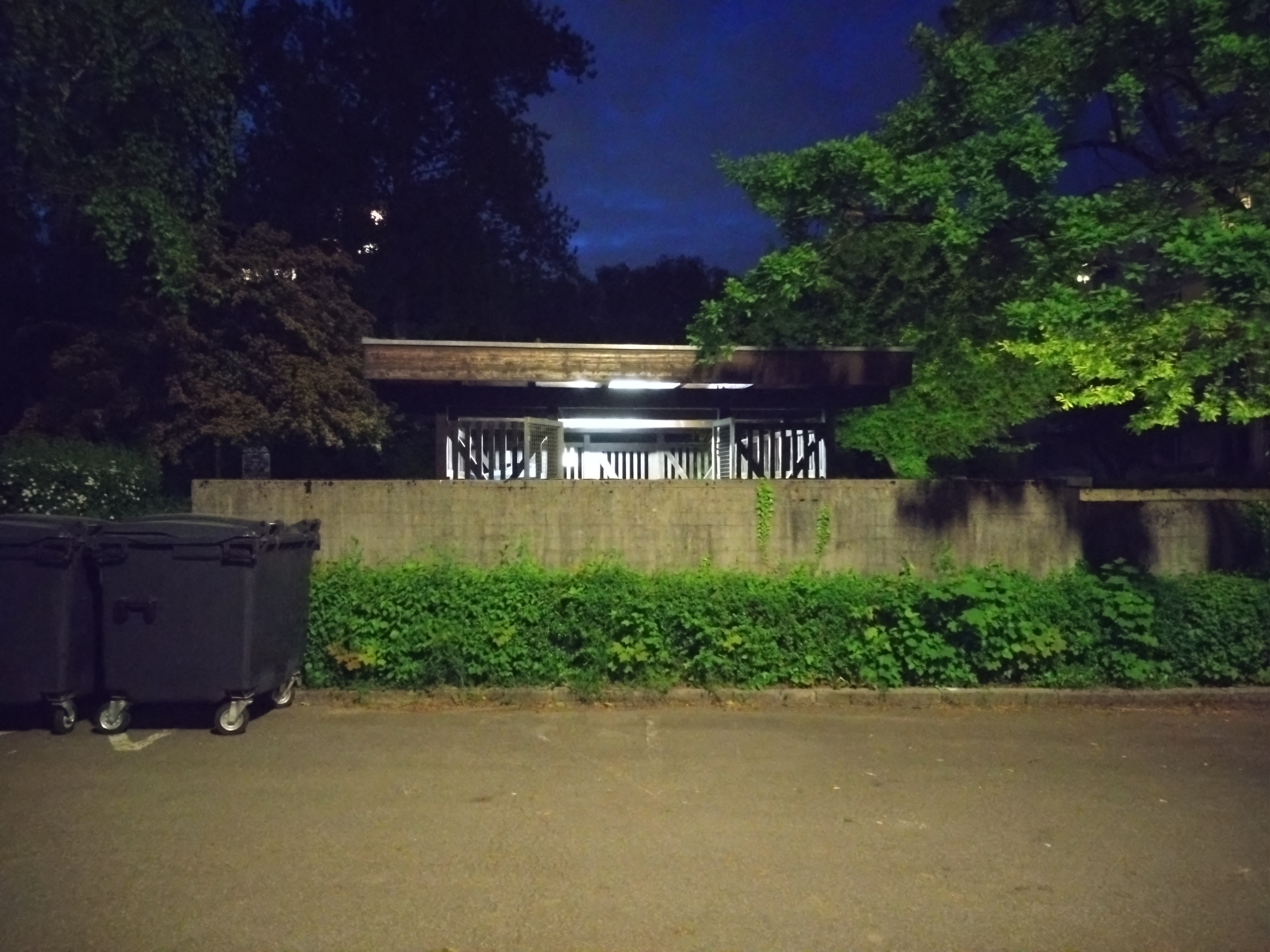
Ein in Deutschland übliches Tonnenhaus zur Lagerung der Mülltonnen

In Deutschland wird seit Mitte der 1970er Jahre eine geordnete Abfallbeseitigung angestrebt und seit den 1990er Jahren größeres Gewicht auf Abfallvermeidung, getrennte Erfassung und Recycling gerade auch für Abfälle aus Privathaushalten gelegt. In zunehmendem Maße entwickelte sich hieraus eine moderne Abfallwirtschaft, die zu einer nachhaltigen Kreislaufwirtschaft weiterentwickelt werden soll.
Dadurch sind einige der ursprünglichen Abfallbeseitigungsmethoden wie die Deponierung in ihrer Bedeutung deutlich zurückgegangen. Die Deponierung unbehandelten Hausmülls ist in Deutschland seit dem 1. Juni 2005 verboten. Hausmüll wird in Deutschland, soweit er nicht vorher durch getrennte Sammlung der Verwertung zugeführt wurde, entweder in Müllverbrennungsanlagen unter Erzeugung von Strom oder Wärme verbrannt (rund 17 Mio. Tonnen im Jahr 2006) oder in mechanisch-biologischen Abfallbehandlungsanlagen behandelt (rund 4 Mio. Tonnen im Jahr 2006). Gemäß dem Kreislaufwirtschaftsgesetz (KrWG) der Bundesrepublik Deutschland hat jedoch die stoffliche Verwertung von Müll Vorrang vor der energetischen Verwertung. Nur ab 11 MJ/Tonne ist gesetzlich die energetische Verwertung mit der stofflichen gleichwertig und erlaubt.
Mit dem Ausbruch der Coronapandemie ist das Abfallaufkommen der privaten Haushalte in Deutschland im Jahr 2020 um 4 % gegenüber dem Jahr 2019 gestiegen. Pro Kopf hat die Bevölkerung 19 Kilogramm mehr Abfall produziert. Daraus ergibt sich im Jahr 2020 ein Abfallaufkommen von insgesamt 39,6 Millionen Tonnen.
Bei der getrennten Erfassung von Abfällen aus privaten Haushalten können folgende Abfallarten unterschieden werden:
- Restmüll
- Bioabfall
- Altpapier, genauer Pappe, Papier, Kartonagen (PPK)
- Altglas
- Leichtstoffverpackungen (LVP), siehe Grüner Punkt
- Sondermüll
- Sperrmüll
- Metall-Sperrmüll in einigen Gemeinden
- Elektronikschrott
- Gartenabfälle
- Altkleidersammlung für Textilien

Die erste industrielle Mülltrennung und teilweise Wiederverwertung von Abfällen erfolgte in Deutschland bereits 1898 bei der Hausmüllverwertung München GmbH.